# Polska Superliga Tenisa Stołowego 2021/2022
Polska Superliga Tenisa Stołowego 2021/2022 – edycja rozgrywek pierwszego poziomu ligowego w Polsce. Brało w niej udział 14 drużyn.

## System rozgrywek
Rozgrywki prowadzone są z udziałem 14 drużyn i są podzielone na dwie fazy: zasadniczą i play-off.
Faza zasadnicza składa się z dwóch rund. Pierwsza runda rozgrywana jest systemem każdy z każdym. Po 13 kolejkach nastąpi podział tabeli na dwie grupy: mistrzowską i spadkową. Drużyny, które po pierwszej rundzie zajmą miejsca 1-7 trafią do grupy mistrzowskiej, z kolei miejsca 8-14 – do grupy spadkowej. Gospodarzami spotkań w drugiej rundzie są drużyny, które w pierwszej rundzie w meczu pomiędzy tymi samymi drużynami grały na wyjazdach. Za zwycięstwo 3:0 lub 3:1 drużyny otrzymują 3 punkty, za zwycięstwo 3:2 – 2 punkty, zaś za porażkę 2:3 – 1 punkt. Za porażkę 0:3 lub 1:3 drużyny nie otrzymują punktów.
Do fazy play-off awansuje 8 drużyn (wszystkie drużyny z grupy mistrzowskiej i zwycięzca grupy spadkowej). W ćwierćfinałach zostaną rozegrane dwumecze. Pary zostaną ustalone na podstawie tabeli po rundzie zasadniczej (1-8, 2-7, 3-6, 4-5). Zwycięzcy ćwierćfinałów awansują do półfinałów, gdzie zostaną rozegrane dwumecze. Z kolei zwycięzcy półfinałów awansują do finału, który odbędzie się na neutralnym terenie i odbędzie się tylko jeden mecz. Drużyna, która wygra finał otrzyma tytuł Drużynowego Mistrza Polski mężczyzn, puchar i złote medale, a zespół pokonany w finale otrzyma puchar i srebrne medale. Drużyny, które odpadły w półfinałach, otrzymają brązowe medale. Do 1. ligi spadną dwie ostatnie drużyny z grupy spadkowej.
Każdy mecz składa się z 3-5 gier rozgrywanych kolejno na jednym stole. Mecz kończy się wraz z uzyskaniem przez jedną drużyn trzech zwycięstw. Pierwsze trzy gry rozgrywane są do trzech wygranych setów, zaś pozostałe dwie – do dwóch. W grze podwójnej nie mogą brać udziału zawodnicy rozstawieni na pozycjach A oraz Y. Układ gier w meczu.
| 1. gra | 2. gra | 3. gra | 4. gra | 5. gra       |
| ------ | ------ | ------ | ------ | ------------ |
| A–X    | B–Y    | C–Z    | A–Y    | gra podwójna |

## Składy drużyn
Zgłoszenia imiennych składów należało dokonać do 15 sierpnia 2021 roku. Minimalna ilość zgłoszonych zawodników wynosi 6, natomiast maksymalna – 15
| UKS Dojlidy Białystok     | UKS Dojlidy Białystok     | Lotto Polski Cukier Gwiazda Bydgoszcz | Lotto Polski Cukier Gwiazda Bydgoszcz | TTS Polonia Bytom                   | TTS Polonia Bytom                   | KS Dekorglass Działdowo              | KS Dekorglass Działdowo              |
| ------------------------- | ------------------------- | ------------------------------------- | ------------------------------------- | ----------------------------------- | ----------------------------------- | ------------------------------------ | ------------------------------------ |
| Piotr Anchim              | 26 grudnia 1990(dts)      | An Jae-hyun                           | 25 grudnia 1999(dts)                  | Marcin Balcerzak                    | 26 marca 1998(dts)                  | Taimu Arinobu                        | 12 października 1994(dts)            |
| Alaksandr Chanin          | 13 kwietnia 1998(dts)     | Wiaczesław Burow                      | 27 marca 1985(dts)                    | Robert Floras                       | 13 lipca 1992(dts)                  | Patryk Chojnowski                    | 5 kwietnia 1990(dts)                 |
| Kou Lei                   | 20 listopada 1987(dts)    | Artur Grela                           | 21 czerwca 2000(dts)                  | Jakub Folwarski                     | 3 maja 1996(dts)                    | Jakub Dyjas                          | 9 października 1995(dts)             |
| Li yongyin                | 21 czerwca 1999(dts)      | Patryk Jendrzejewski                  | 2 kwietnia 1990(dts)                  | Sebastian Jemilianowicz             | 22 maja 1997(dts)                   | Kamil Kurowski                       | 11 kwietnia 1996(dts)                |
| Piotr Michalski           | 15 lipca 2003(dts)        | Kang Dong-soo                         | 14 marca 1994(dts)                    | Michał Łysakowski                   | 20 sierpnia 2004(dts)               | Patryk Lewandowski                   | 28 lipca 2003(dts)                   |
| Kentaro Miuchi            | 12 kwietnia 1989(dts)     | Zbigniew Leszczyński                  | 9 lutego 1977(dts)                    | Daniel Michael                      | 12 października 1982(dts)           | Liao Cheng-ting                      | 12 lutego 1996(dts)                  |
| Szymon Patejczuk          | 30 czerwca 2006(dts)      | Asuka Machi                           | 20 maja 1994(dts)                     | Michał Napierała                    | 29 września 1955(dts)               | Jakub Miszkurka                      | 6 lutego 2001(dts)                   |
| Maciej Perkowski          | 19 czerwca 2006(dts)      | Manush Utpalbhai Shah                 | 12 stycznia 2001(dts)                 | Jan Szymczyk                        | 24 lipca 1997(dts)                  | Truls Möregårdh                      | 16 lutego 2002(dts)                  |
| Patryk Zatówka            | 10 kwietnia 1997(dts)     | Vladislav Ursu                        | 1 marca 2001(dts)                     | Adrian Więcek                       | 27 czerwca 1995(dts)                | Xu Wenliang                          | 9 kwietnia 1988(dts)                 |
| Kamil Zdzienicki          | 13 lipca 1987(dts)        | Eugene Wang                           | 13 listopada 1985(dts)                | Dariusz Wróbel                      | 1 października 1990(dts)            |                                      |                                      |
| KS AZS AWFiS Balta Gdańsk | KS AZS AWFiS Balta Gdańsk | Dartom Bogoria Grodzisk Mazowiecki    | Dartom Bogoria Grodzisk Mazowiecki    | ASTS Olimpia-Unia Grudziądz         | ASTS Olimpia-Unia Grudziądz         | Sokołów S.A. Jarosław                | Sokołów S.A. Jarosław                |
| Artur Daniel              | 28 kwietnia 1982(dts)     | Marek Badowski                        | 23 czerwca 1997(dts)                  | Piotr Błachnio                      | 19 września 2004(dts)               | Konstantinos Angelakis               | 5 czerwca 1997(dts)                  |
| Adam Dudzicz              | 30 listopada 2001(dts)    | Chuang Chih-yuan                      | 2 kwietnia 1981(dts)                  | Marco Golla                         | 27 maja 1998(dts)                   | Szymon Brud                          | 24 lutego 2006(dts)                  |
| Piotr Ferenc              | 22 stycznia 1996(dts)     | Michał Gawlas                         | 2 stycznia 2005(dts)                  | Wasilij Łakiejew                    | 7 listopada 1984(dts)               | Mateusz Czernik                      | 18 marca 1989(dts)                   |
| Tomasz Filbrandt          | 2 marca 1990(dts)         | Panajotis Gionis                      | 7 stycznia 1980(dts)                  | Wojciech Maćkowiak                  | 3 lipca 1982(dts)                   | Kamil Dziukiewicz                    | 23 października 1983(dts)            |
| Wojciech Kowalski         | 9 grudnia 1982(dts)       | Patryk Pyśk                           | 12 sierpnia 2003(dts)                 | Park Jeong-woo                      | 22 marca 1997(dts)                  | Sathiyan Gnanasekaran                | 8 stycznia 1993(dts)                 |
| Jakub Krawczyk            | 19 kwietnia 1994(dts)     | Miłosz Redzimski                      | 10 września 2006(dts)                 | Yang Tzu-yi                         | 13 listopada 1996(dts)              | Dawid Jadam                          | 12 marca 2007(dts)                   |
| Szymon Malicki            | 20 grudnia 1988(dts)      | Pavel Širuček                         | 20 listopada 1992(dts)                | Yu Khinhang                         | 20 września 2001(dts)               | Lim Jong-hoon                        | 21 stycznia 1997(dts)                |
| Tomasz Tomaszuk           | 29 grudnia 1997(dts)      | Jakub Stecyszyn                       | 15 kwietnia 2003(dts)                 | Jan Zandecki                        | 20 stycznia 2001(dts)               | Eric Jouti                           | 26 kwietnia 1994(dts)                |
| Mateusz Troka             | 17 grudnia 1993(dts)      | Sun Shiyu                             | 2000                                  |                                     |                                     | Zokhid Kenjaev                       | 30 marca 1992(dts)                   |
| Wang Zengyi               | 24 czerwca 1983(dts)      |                                       |                                       |                                     |                                     | Krzysztof Marcinowski                | 21 lipca 1973(dts)                   |
|                           |                           |                                       |                                       |                                     |                                     | Grigorij Własow                      | 15 sierpnia 1984(dts)                |
| Poltarex Pogoń Lębork     | Poltarex Pogoń Lębork     | Energa Morliny Ostróda                | Energa Morliny Ostróda                | Fibrain KU AZS Politechnika Rzeszów | Fibrain KU AZS Politechnika Rzeszów | Global Pharma Orlicz 1924 Suchedniów | Global Pharma Orlicz 1924 Suchedniów |
| Baek Kwang-il             | 1 lipca 1993(dts)         | Igor Jankowski                        | 25 października 2004(dts)             | Piotr Chodorski                     | 10 grudnia 1991(dts)                | Daniel Bąk                           | 27 sierpnia 1988(dts)                |
| Adam Dosz                 | 8 listopada 1996(dts)     | Jakub Kuźmicz                         | 22 maja 2000(dts)                     | Patryk Dziuba                       | 7 maja 2003(dts)                    | Giorgos Konstantinopoulos            | 10 lutego 1993(dts)                  |
| Bogusław Koszyk           | 18 grudnia 1987(dts)      | Kuba Kwapiś                           | 30 maja 2003(dts)                     | Jeong Yeong-hun                     | 1997                                | Lee Jang-mok                         | 26 czerwca 1998(dts)                 |
| Alan Kulczycki            | 21 marca 2006(dts)        | Maksymilian Miastowski                | 4 maja 2003(dts)                      | Hiromitsu Kasahara                  | 27 czerwca 1989(dts)                | Bartosz Majcher                      | 5 lipca 1993(dts)                    |
| Maciej Malek              | 1967                      | Kacper Petaś                          | 15 lipca 2000(dts)                    | Szymon Kolasa                       | 12 kwietnia 2003(dts)               | Jakub Perek                          | 4 września 1986(dts)                 |
| Wojciech Potrykus         | 17 października 1959(dts) | Łukasz Sokołowski                     | 14 lipca 2002(dts)                    | Damian Korczak                      | 6 września 2003(dts)                | Dawid Stąpór                         | 9 października 1998(dts)             |
|                           |                           | Kiriłł Worobiow                       | 13 listopada 1992(dts)                | Kwak Yu-bin                         | 13 listopada 2000(dts)              | Yuma Tanigaki                        | 6 marca 2003(dts)                    |
|                           |                           | Przemyslaw Walaszek                   | 25 maja 2000(dts)                     | Tomasz Lewandowski                  | 2 sierpnia 1985(dts)                | Paweł Włodyka                        | 7 marca 1983(dts)                    |
|                           |                           | Jakub Witkowski                       | 6 września 2001(dts)                  | Michaił Pajkow                      | 31 lipca 1989(dts)                  |                                      |                                      |
|                           |                           |                                       |                                       | Miłosz Sawczak                      | 14 kwietnia 2005(dts)               |                                      |                                      |
|                           |                           |                                       |                                       | Wang Jianan                         | 20 stycznia 1983(dts)               |                                      |                                      |
| Energa Manekin Toruń      | Energa Manekin Toruń      | Akademia Zamojska Zamość              | Akademia Zamojska Zamość              |                                     |                                     |                                      |                                      |
| Yuki Hirano               | 23 lipca 1992(dts)        | Andrew Baggaley                       | 26 lutego 1983(dts)                   |                                     |                                     |                                      |                                      |
| Ryohei Kanoya             | 28 czerwca 1992(dts)      | Choi Deok-hwa                         | 22 stycznia 1995(dts)                 |                                     |                                     |                                      |                                      |
| Tomasz Kotowski           | 5 lipca 1998(dts)         | Daniel Górak                          | 9 października 1983(dts)              |                                     |                                     |                                      |                                      |
| Konrad Kulpa              | 2 grudnia 1994(dts)       | Łukasz Jarocki                        | 9 czerwca 1996(dts)                   |                                     |                                     |                                      |                                      |
| Piotr Łącki               | 2010                      | Maciej Nowaliński                     | 18 stycznia 1990(dts)                 |                                     |                                     |                                      |                                      |
| Michał Małachowski        | 12 sierpnia 2002(dts)     | Ahmed Saleh                           | 14 listopada 1979(dts)                |                                     |                                     |                                      |                                      |
| Yuki Matsuyama            | 21 lipca 1998(dts)        | Filip Szymański                       | 28 sierpnia 1983(dts)                 |                                     |                                     |                                      |                                      |
| Dawid Michna              | 26 czerwca 2005(dts)      | Arkadiusz Żuk                         | 31 sierpnia 1999(dts)                 |                                     |                                     |                                      |                                      |
| Ng Pak Nam                | 18 sierpnia 1998(dts)     |                                       |                                       |                                     |                                     |                                      |                                      |
| Maksymilian Sawina        | 2008                      |                                       |                                       |                                     |                                     |                                      |                                      |
| Konrad Staszczyk          | 25 czerwca 2004(dts)      |                                       |                                       |                                     |                                     |                                      |                                      |
| Kacper Szurlej            | 11 czerwca 2007(dts)      |                                       |                                       |                                     |                                     |                                      |                                      |
| Wojciech Szymczak         | 2009                      |                                       |                                       |                                     |                                     |                                      |                                      |
| Shogo Tahara              | 2000                      |                                       |                                       |                                     |                                     |                                      |                                      |
| Damian Węderlich          | 5 lutego 1998(dts)        |                                       |                                       |                                     |                                     |                                      |                                      |

## Kluby
| Klub                                  | Miasto              | Sezon 2020/2021 |
| ------------------------------------- | ------------------- | --------------- |
| UKS Dojlidy Białystok                 | Białystok           | Ćwierćfinał     |
| Lotto Polski Cukier Gwiazda Bydgoszcz | Bydgoszcz           | Ćwierćfinał     |
| TTS Polonia Bytom                     | Bytom               | 8. miejsce      |
| KS Dekorglass Działdowo               | Działdowo           | Mistrz          |
| KS AZS AWFiS Balta Gdańsk             | Gdańsk              | Półfinał        |
| Dartom Bogoria Grodzisk Mazowiecki    | Grodzisk Mazowiecki | Finał           |
| ASTS Olimpia-Unia Grudziądz           | Grudziądz           | 11. miejsce     |
| Sokołów S.A. Jarosław                 | Jarosław            | Półfinał        |
| Poltarex Pogoń Lębork                 | Lębork              | 12. miejsce     |
| Energa Morliny Ostróda                | Ostróda             | Awans z 1. ligi |
| Fibrain KU AZS Politechnika Rzeszów   | Rzeszów             | 10. miejsce     |
| Global Pharma Orlicz 1924 Suchedniów  | Suchedniów          | Awans z 1. ligi |
| Energa Manekin Toruń                  | Toruń               | 7. miejsce      |
| Akademia Zamojska Zamość              | Zamość              | 9. miejsce      |

## Faza zasadnicza

### Pierwsza runda
| Poz. | Drużyna                               | M  | Z  | P  | Pojedynki | Punkty |
| ---- | ------------------------------------- | -- | -- | -- | --------- | ------ |
| 1.   | Dartom Bogoria Grodzisk Mazowiecki    | 13 | 11 | 2  | 36:16     | 31     |
| 2.   | Lotto Polski Cukier Gwiazda Bydgoszcz | 13 | 10 | 3  | 35:17     | 29     |
| 3.   | Energa Manekin Toruń                  | 13 | 10 | 3  | 33:19     | 28     |
| 4.   | Sokołów S.A. Jarosław                 | 13 | 9  | 4  | 32:23     | 24     |
| 5.   | KS Dekorglass Działdowo               | 13 | 8  | 5  | 26:22     | 24     |
| 6.   | UKS Dojlidy Białystok                 | 13 | 8  | 5  | 30:27     | 23     |
| 7.   | KS AZS AWFiS Balta Gdańsk             | 13 | 8  | 5  | 30:25     | 22     |
| 8.   | Global Pharma Orlicz 1924 Suchedniów  | 13 | 6  | 7  | 25:27     | 19     |
| 9.   | Fibrain KU AZS Politechnika Rzeszów   | 13 | 6  | 7  | 25:27     | 19     |
| 10.  | TTS Polonia Bytom                     | 13 | 4  | 9  | 27:31     | 17     |
| 11.  | ASTS Olimpia-Unia Grudziądz           | 13 | 4  | 9  | 23:32     | 15     |
| 12.  | Akademia Zamojska Zamość              | 13 | 4  | 9  | 20:32     | 11     |
| 13.  | Energa Morliny Ostróda                | 13 | 2  | 11 | 14:34     | 6      |
| 14.  | Poltarex Pogoń Lębork                 | 13 | 1  | 12 | 12:36     | 5      |

|     | BIA | BYD | BYT | DZI | GDA | GRO | GRU | JAR | LĘB | OST | RZE | SUC | TOR | ZAM |
| BIA | –   | 2:3 | 3:2 | 3:2 |     |     |     | 2:3 | 3:2 | 3:1 | 3:1 |     |     |     |
| BYD |     | –   |     |     | 3:0 | 2:3 | 3:0 |     |     | 3:0 |     | 3:0 | 2:3 | 3:2 |
| BYT |     | 2:3 | –   |     | 2:3 | 3:1 | 3:2 | 1:3 |     |     |     | 2:3 |     | 2:3 |
| DZI |     | 3:1 | 3:1 | –   | 0:3 | 0:3 |     |     | 3:1 | 0:3 | 3:2 |     |     |     |
| GDA | 3:0 |     |     |     | –   | 3:2 | 3:2 |     |     | 3:1 |     | 1:3 | 1:3 | 2:3 |
| GRO | 3:0 |     |     |     |     | –   | 3:1 | 3:2 |     | 3:1 |     | 3:1 | 3:1 | 3:0 |
| GRU | 3:2 |     |     | 1:3 |     |     | –   | 2:3 | 3:1 |     |     |     | 2:3 | 3:1 |
| JAR |     | 1:3 |     | 3:0 | 3:2 |     |     | –   | 3:0 | 3:1 | 1:3 |     |     |     |
| LĘB |     | 0:3 | 0:3 |     | 1:3 | 2:3 |     |     | –   |     | 1:3 | 1:3 |     |     |
| OST |     |     | 1:3 |     |     |     | 3:1 |     | 0:3 | –   | 1:3 | 1:3 |     | 1:3 |
| RZE |     | 1:3 | 3:2 |     | 2:3 | 0:3 | 3:0 |     |     |     | –   | 0:3 |     |     |
| SUC | 2:3 |     |     | 0:3 |     |     | 1:3 | 2:3 |     |     |     | –   | 1:3 | 3:1 |
| TOR | 1:3 |     | 3:1 | 1:3 |     |     |     | 3:1 | 3:0 | 3:0 | 3:1 |     | –   |     |
| ZAM | 1:3 |     |     | 0:3 |     |     |     | 1:3 | 3:0 |     | 1:3 |     | 1:3 | –   |

### Grupa mistrzowska
| Poz. | Drużyna                               | M  | Z  | P | Pojedynki | Punkty |
| ---- | ------------------------------------- | -- | -- | - | --------- | ------ |
| 1.   | Lotto Polski Cukier Gwiazda Bydgoszcz | 19 | 15 | 4 | 52:25     | 43     |
| 2.   | Dartom Bogoria Grodzisk Mazowiecki    | 19 | 14 | 5 | 50:27     | 42     |
| 3.   | Energa Manekin Toruń                  | 19 | 13 | 6 | 45:31     | 36     |
| 4.   | UKS Dojlidy Białystok                 | 19 | 12 | 7 | 43:37     | 34     |
| 5.   | KS Dekorglass Działdowo               | 19 | 10 | 9 | 36:35     | 32     |
| 6.   | KS AZS AWFiS Balta Gdańsk             | 19 | 10 | 9 | 39:38     | 29     |
| 7.   | Sokołów S.A. Jarosław                 | 19 | 11 | 8 | 40:39     | 28     |

|     | BIA | BYD | DZI | GDA | GRO | JAR | TOR |
| BIA | –   |     |     | 3:0 | 3:1 |     | 0:3 |
| BYD | 2:3 | –   | 3:2 |     |     | 3:0 |     |
| DZI | 3:1 |     | –   |     |     | 3:0 | 2:3 |
| GDA |     | 0:3 | 3:0 | –   |     | 2:3 |     |
| GRO |     | 2:3 | 3:0 | 3:1 | –   |     |     |
| JAR | 1:3 |     |     |     | 3:2 | –   | 1:3 |
| TOR |     | 1:3 |     | 1:3 | 1:3 |     | –   |

### Grupa spadkowa
| Poz. | Drużyna                              | M  | Z  | P  | Pojedynki | Punkty |
| ---- | ------------------------------------ | -- | -- | -- | --------- | ------ |
| 8.   | Global Pharma Orlicz 1924 Suchedniów | 19 | 10 | 9  | 39:35     | 32     |
| 9.   | TTS Polonia Bytom                    | 19 | 9  | 10 | 43:37     | 32     |
| 10.  | Fibrain KU AZS Politechnika Rzeszów  | 19 | 10 | 9  | 39:34     | 31     |
| 11.  | ASTS Olimpia-Unia Grudziądz          | 19 | 8  | 11 | 36:43     | 26     |
| 12.  | Akademia Zamojska Zamość             | 19 | 7  | 12 | 30:43     | 20     |
| 13.  | Poltarex Pogoń Lębork                | 19 | 2  | 17 | 18:52     | 8      |
| 14.  | Energa Morliny Ostróda               | 19 | 2  | 17 | 18:52     | 6      |

|     | BYT | GRU | LĘB | OST | RZE | SUC | ZAM |
| BYT | –   |     | 3:1 | 3:1 | 3:1 |     |     |
| GRU | 0:3 | –   |     | 3:1 | 1:3 | 3:2 |     |
| LĘB |     | 1:3 | –   | 3:1 |     |     | 1:3 |
| OST |     |     |     | –   |     |     |     |
| RZE |     |     | 3:0 | 3:0 | –   |     | 1:3 |
| SUC | 3:1 |     | 3:0 | 3:1 | 0:3 | –   |     |
| ZAM | 0:3 | 1:3 |     | 3:0 |     | 0:3 | –   |

## Wyniki (play-off)

### Ćwierćfinały
| Gospodarze                            | Wynik          | Goście                                |
| 1. ćwierćfinał                        | 1. ćwierćfinał | 1. ćwierćfinał                        |
| ------------------------------------- | -------------- | ------------------------------------- |
| Lotto Polski Cukier Gwiazda Bydgoszcz | 2:3            | Global Pharma Orlicz 1924 Suchedniów  |
| Global Pharma Orlicz 1924 Suchedniów  | 0:3            | Lotto Polski Cukier Gwiazda Bydgoszcz |
| 2. ćwierćfinał                        |                |                                       |
| UKS Dojlidy Białystok                 | 0:3            | KS Dekorglass Działdowo               |
| KS Dekorglass Działdowo               | 3:1            | UKS Dojlidy Białystok                 |
| 3. ćwierćfinał                        |                |                                       |
| Energa Manekin Toruń                  | 0:3            | KS AZS AWFiS Balta Gdańsk             |
| KS AZS AWFiS Balta Gdańsk             | 3:2            | Energa Manekin Toruń                  |
| 4. ćwierćfinał                        |                |                                       |
| Sokołów S.A. Jarosław                 | 0:3            | Dartom Bogoria Grodzisk Mazowiecki    |
| Dartom Bogoria Grodzisk Mazowiecki    | 3:0            | Sokołów S.A. Jarosław                 |

### Półfinały
| Gospodarze                            | Wynik       | Goście                                |
| 1. półfinał                           | 1. półfinał | 1. półfinał                           |
| ------------------------------------- | ----------- | ------------------------------------- |
| KS Dekorglass Działdowo               | 2:3         | Lotto Polski Cukier Gwiazda Bydgoszcz |
| Lotto Polski Cukier Gwiazda Bydgoszcz | 3:0         | KS Dekorglass Działdowo               |
| 2. półfinał                           |             |                                       |
| KS AZS AWFiS Balta Gdańsk             | 2:3         | Dartom Bogoria Grodzisk Mazowiecki    |
| Dartom Bogoria Grodzisk Mazowiecki    | 3:0         | KS AZS AWFiS Balta Gdańsk             |

### Finał
| KS Dartom Bogoria Grodzisk Mazowiecki            | 3:1                                              | Lotto Polski Cukier Gwiazda Bydgoszcz            |
| Grodzisk Mazowiecki, 5 czerwca 2022, godz. 15:00 | Grodzisk Mazowiecki, 5 czerwca 2022, godz. 15:00 | Grodzisk Mazowiecki, 5 czerwca 2022, godz. 15:00 |
| ------------------------------------------------ | ------------------------------------------------ | ------------------------------------------------ |
| Marek Badowski                                   | 0:3                                              | Artur Grela                                      |
| Sun Shiyu                                        | 3:1                                              | Wiaczesław Burow                                 |
| Pavel Širuček                                    | 3:0                                              | Vladislav Ursu                                   |
| Marek Badowski                                   | 2:0                                              | Wiaczesław Burow                                 |

## Medaliści
| Lp. | Drużyna                               |
| --- | ------------------------------------- |
| 1.  | KS Dartom Bogoria Grodzisk Mazowiecki |
| 2.  | Lotto Polski Cukier Gwiazda Bydgoszcz |
| 3.  | KS Dekorglass Działdowo               |
| 3.  | KS AZS AWFiS Balta Gdańsk             |